# Гріссік – Палембанг
Гріссік – Палембанг – газопровід на індонезійському острові Суматра.
В 1960-х – 1970-х роках на Суматрі у Палембанзі звели кілька черг потужного заводу азотної хімії PUSRI, який тривалий час отримував природний газ з місцевих родовищ через південносуматранську систему газопроводів. Нарешті, в 2019 став до ладу трубопровід, що подав ресурс із розташованого ближче до центра Суматри потужного газовидобувного району Гріссік. 
Газопровід Гріссік – Палембанг має довжину 176 км. Він виконаний в діаметрі 500 мм та має пропускну здатність у 4,5 млн м3 на добу, що дозволяє, за потреби, забезпечувати не лише завод PUSRI, але й інших споживачів.
Можливо також відзначити, що з Гріссік прокладений цілий ряд інших газопроводів, як то Південна Суматра – Західна Ява, Гріссік – Дурі та Гріссік – Сінгапур.